# Trittico di Anversa degli Abruzzi
Questo trittico, detto semplicemente anche Trittico di Anversa, rappresentante l'incoronazione della Vergine con santi, trattasi di una tempera su tavola di grandezza modesta a sfondo dorato e colori predominanti rosso e verde cupo.
La Vergine Assunta è in cielo, in posizione centrale, incoronata da angeli, al di sotto si trovano attorno San Tommaso che riceve la cintola, San Michele e San Francesco d'Assisi; ancora più sotto, sulla terra, in posizione centrale c'è il sepolcro vuoto della Vergine, con attorno la schiera degli Apostoli.
Originariamente si trovava nella cappella comitale dedicata a San Michele Arcangelo, interna al castello normanno di Anversa degli Abruzzi in provincia dell'Aquila, fu poi portato nella Chiesa di Santa Maria delle Grazie, sita sempre nella stessa cittadina abruzzese, poi rubato nel 1981 e sostituito con una copia.
La copia è conservata nella chiesa di San Marcello. 
Il trittico è di anonimo del XVI secolo, potrebbe essere di scuola marchigiana.